# Bobby Solo
Bobby Solo, vlastním jménem Roberto Satti (* 18. března 1945 Řím) je italský zpěvák, kytarista a herec, zvaný „italský Elvis Presley“. Je po otci furlanského a po matce istrijského původu. V roce 1964 se stala hitem jeho píseň „Una lacrima sul viso“, byl také natočen stejnojmenný filmový muzikál, v němž hrál Solo hlavní roli. V roce 1965 vyhrál Festival Sanremo se skladbou „Se piangi, se ridi“, v roce 1969 opět zvítězil s písní „Zingara“, kterou zpíval spolu s Ivou Zanicchi. Reprezentoval rovněž Itálii na Eurovision Song Contest v roce 1965 a skončil na pátém místě.
V roce 1978 se mu podařil comeback na vlně stylu disco, v osmdesátých letech vystupoval také se skupinou Ro.Bo.T. Jeho první manželkou byla baletka Sophie Teckel, druhou manželkou letuška Tracy Quade. Je otcem čtyř dětí.

## Diskografie
- 1964 - Bobby Solo (Dischi Ricordi, MRL 6040)
- 1965 - Il secondo LP di Bobby Solo (Dischi Ricordi, MRL 6045)
- 1966 - La vie en rose (Dischi Ricordi, MRL 6051)
- 1966 - Le canzoni del West (Dischi Ricordi, MRL 6054)
- 1967 - Tutti i successi di Bobby Solo (Dischi Ricordi, MRP 9027)
- 1967 - San Francisco (Dischi Ricordi, MRP 9037)
- 1968 - SuperBobby (Dischi Ricordi, SMRL 6059)
- 1969 - Il meglio di Bobby Solo (Dischi Ricordi, SMRP 9064)
- 1969 - Bobby folk (Dischi Ricordi, SMRL 6065)
- 1972 - I successi di Bobby Solo (Family, SFR-RI 621)
- 1975 - Love (Compagnia Generale del Disco, 69132)
- 1978 - Bobby Solo 68-78 (CLS, 001)
- 1978 - Duty Free (EMI, 3C064-18315)
- 1979 - Una lacrima sul viso (EMI Italiana, 3C064-18361)
- 1979 - Rock'n'Roll (EMI Italiana, 3C064-18390)
- 1981 - Solo...Elvis (EMI Italiana, 3C064-18565)
- 1982 - Bobby Solo (EMI Italiana, 3C064-18582)
- 1983 - Special '83 (EMI Italiana, 64-1186011)
- 1986 - Solo...Elvis (Five Record, FM 13565)
- 1991 - Rock around the rock (Pull, PL 12043)
- 1995 - Al roxy bar (Mercury, 528334-2)
- 1996 - XV° Round (Bobby Solo Records)
- 2001 - That's Amore (Azzurra Music, TBP 11064)
- 2003 - Let's Swing (Azzurra Music, TRI 1071)
- 2004 - Homemade Johnny Cash (Azzurra Music)
- 2005 - The Sons of John Lee Hooker (Azzurra Music, TPBJAB 103)
- 2006 - La Canzone Del Pelotto (Warner Chappell Music Italiana s.r.l.)
- 2006 - La Canzone Dei Fans Del Pelotto (Warner Chappell Music Italiana s.r.l.)
- 2006 - Canzoni Romane (Azzurra Music)
- 2006 - Christmas With Bobby Solo (Azzurra Music)
- 2006 - Il Meglio di Bobby Solo (SAAR CD7518)
- 2009 - Easy Jazz Neapolitan Song (Sifare Edizioni Musicali)
- 2009 - On The Road (Ariel, CD 008)
- 2011 - Bobby Christmas (Sifare Edizioni Musicali)
- 2014 - Muchacha (Montefeltro Edizioni Musicali)
- 2015 - Meravigliosa vita (Clodio Management)

## Filmografie
- 1964 – Una lacrima sul viso
- 1965 – Viale della canzone
- 1967 – La più bella coppia del mondo
- 1968 – Donne... botte e bersaglieri
- 1969 – Zingara
- 1983 – FF.SS. – Cioè: „...che mi hai portato a fare sopra a Posillipo se non mi vuoi più bene?“
- 1994 – Barcelona
- 2004 – 5x2
- 2007 – I Now Pronounce You Chuck and Larry